# Holzkirchen, Oberbayern
Holzkirchen är en köping (Markt) i södra Bayern i Tyskland. Köpingen har anor från 1200-talet och har cirka 17 000 invånare.

## Historia
Vid flygplatsen i Holzkirchen byggdes 1950 en radiosändare som mellan 1951 och 2001 användes för att sända Radio Free Europe som finansierades av USA för att förmedla nyheter och information till de kommunistiska länderna i Östblocket.

## Kommunikationer
Holzkirchen är en järnvägsknutpunkt där järnvägen från München ansluter mot Mangfalltalbahn samt banor mot Lenggries/Tegernsee och Schliersee/Bayrischzell.